# 1836 w muzyce
Wydarzenia muzyczne w 1836 roku.

## Wydarzenia
- 23 stycznia – w paryskim Théâtre de la Bourse miała miejsce premiera opery Actéon Daniela Aubera[1][2]
- 29 stycznia – w Lipsku w Stadttheater miała miejsce premiera opery Das Schloss am Ätna Heinricha Marschnera[1][2]
- 4 lutego – w weneckim Teatro La Fenice miała miejsce premiera opery Belisario Gaetana Donizettiego[1][2]
- 28 lutego – w wiedeńskiej Redoutensaal miała miejsce premiera „Hymne an den Unendlichen” D 232 Franza Schuberta[1][2]
- 29 lutego – w paryskiej Salle Le Peletier miała miejsce premiera opery Les Huguenots Giacoma Meyerbeera[1][2]
- 29 marca – w magdeburskim Stadttheatermiała miejsce premiera opery komicznej Zakaz miłości albo nowicjuszka z Palermo Richarda Wagnera[1][2]
- 9 kwietnia – w paryskim Théâtre de la Bourse miała miejsce premiera opery Les chaperons blancs Daniela Aubera[1][2]
- 17 kwietnia – w wiedeńskiej Musikverein miała miejsce premiera „Overture in D major for orchestra” D 556 Franza Schuberta[1][2]
- 20 kwietnia – w Sankt Petersburgu odbyła się premiera „The Moldavian Girl and the Gypsy Girl” Michaiła Glinki[1][2]
- 22 maja – podczas Niederrheinisches Musikfest w Düsseldorfie odbyła się premiera oratorium „St. Paul” Felixa Mendelssohna[1][2]
- 1 czerwca – w neapolitańskim Teatro Nuovo miała miejsce premiera opery Il campanello Gaetana Donizettiego[1][2]
- 21 sierpnia – w neapolitańskim Teatro Nuovo miała miejsce premiera opery Betly, ossia La capanna svizzera Gaetana Donizettiego[1][2]
- 21 września – w Operze paryskiej odbyła się premierabaletu La fille du Danube Adolpha Adama[1][2]
- 13 października – w paryskim Théâtre de la Bourse miała miejsce premiera opery Pocztylion z Lonjumeau Adolphe’a Adama[1][2]
- 19 listopada – w neapolskim Teatro San Carlo miała miejsce premiera opery L'assedio di Calais Gaetana Donizettiego[1][2]
- 9 grudnia – w Sankt Petersburskim Teatr Bolszoj odbyła się premiera opery Życie za cara Michaiła Glinki[1][2]
- 12/13 grudnia – spłonął Teatro La Fenice w Wenecji[3]
- 21 grudnia – w paryskim Théâtre de la Bourse miała miejsce premiera opery L'ambassadrice Daniela Aubera[1][2]

## Urodzili się
- 21 lutego
  - Léo Delibes, francuski kompozytor baletu, opery oraz innych dzieł scenicznych (zm. 1891)
  - Emil Hartmann, duński kompozytor i organista (zm. 1898)
- 21 marca – Jesús de Monasterio, hiszpański kompozytor i skrzypek (zm. 1903)
- 5 maja – Sydir Worobkewycz, ukraiński kompozytor i pisarz, duchowny prawosławny, redaktor (zm. 1903)
- 28 maja – Jan Aleksander Karłowicz, polski etnograf, muzykolog, językoznawca, folklorysta (zm. 1903)
- 2 lipca – Ludwig Schnorr von Carolsfeld, niemiecki śpiewak operowy (tenor) (zm. 1865)
- 11 lipca – Antônio Carlos Gomes, brazylijski kompozytor operowy (zm. 1896)
- 18 listopada – W.S. Gilbert, angielski dramatopisarz, librecista oraz poeta (zm. 1911)
- 2 grudnia – Giuseppe Donati, włoski wynalazca, twórca okaryny w jej współcześnie znanej postaci (zm. 1925)

## Zmarli
- 3 stycznia – Friedrich Witt, niemiecki kompozytor i wiolonczelista (ur. 1770)
- 7 maja – Norbert Burgmüller, niemiecki kompozytor (ur. 1810)
- 28 maja – Antonín Rejcha, francuski kompozytor pochodzenia czeskiego (ur. 1970)
- 9 czerwca – Supply Belcher, amerykański kompozytor i piosenkarz (ur. 1751)
- 26 czerwca – Claude Joseph Rouget de Lisle, francuski kapitan i inżynier wojskowy, rojalista; autor pieśni, poeta i pisarz, autor Marsylianki (ur. 1760)
- 21 września – John Stafford Smith, angielski kompozytor i organista (ur. 1750)
- 23 września – Maria Malibran, francuska mezzosopranistka (ur. 1808)
- 28 grudnia – Hans Georg Nägeli, szwajcarski kompozytor i wydawca muzyczny (ur. 1773)
- 29 grudnia – Johann Baptist Schenk, austriacki kompozytor (ur. 1753)

## Muzyka poważna
- 12 marca – w Wiedniu zostaje opublikowane „Die Schule des Fugenspiels” op.400 Carla Czernego[1][2]